# Werewolves: El despertar de la bèstia
Werewolves: El despertar de la bèstia és una pel·lícula de terror d'acció nord-americana de 2024 dirigida i produïda per Steven C. Miller. És protagonitzada per Frank Grillo, Katrina Law, Ilfenesh Hadera, James Michael Cummings i Lou Diamond Phillips. La història té lloc a la nit d'un esdeveniment de superlluna que fa que els humans es converteixin en homes llop, que es va produir per primera vegada l'any anterior, i segueix els intents de controlar la situació. La pel·lícula es va estrenar a les sales el 6 de desembre de 2024 als Estats Units amb crítiques diverses. Ha estat subtitulada al català.

## Repartiment
- Frank Grillo com a Wesley Marshall
- Katrina Law com a Dr. Amy Chen
- Ilfenesh Hadera com a Lucy Marshall
- James Michael Cummings com a Cody Walker
- Lou Diamond Phillips com a Dr. Aranda
- James Kyson com a Miles Chen
- Lydia Styslinger com a Reagan
- Ian Whyte com a Lead Wolf
- Dane DiLiegro com a home llop
- Ian Feuer com a home llop

## Producció
El juny de 2022, es va anunciar que una pel·lícula de thriller de terror dirigida i coproduïda per Steven C. Miller, originalment titulada Year 2, havia començat el rodatge a Puerto Rico, amb Matthew Kennedy com a guionista. Frank Grillo, Katrina Law, Ilfenesh Hadera, James Michael Cummings i Lou Diamond Phillips van formar el repartiment principal. Al febrer de 2024, la pel·lícula s'havia retitulat Werewolves i C. Miller va anunciar que la postproducció estava a punt de finalitzar.